# أناران (ده كردي)
أناران (بالفارسية: اناران) هي مستوطنة تقع في إيران في البلدة المركزية.